# 回族の中国武術

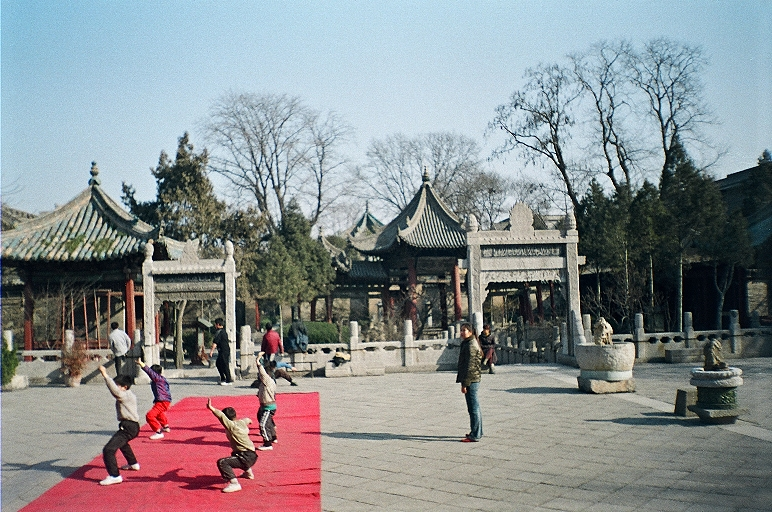
西安大清真寺での練習風景

回族の中国武術とは中華人民共和国のムスリムである回族に古くから伝わる武術を指す。
回族武術の歴史は長く、数多くの武術の達人を輩出した。特に明朝に替わり清朝が中国の統治者になると、 回族に対する迫害が一層に強まり、これが結果的に回族の武術鍛錬をより盛んなものにした。八極拳、心意六合拳、劈掛拳査拳などが回族の武術として有名で、河北省の滄州などが回族武術の中心地であった。回族武術は現新疆ウイグル自治区などで行われるテュルク系武術と大きく異なっている。

## 八極拳
八極拳は清朝初期、河北省滄州孟村の回族呉鐘が最初に練習した拳法である。
伝承によれば、呉鐘は道士の癩、その弟子の癖から八極拳を伝承された。癩と癖は道士に変装した反清の士と思われ、なにともあれ、呉鐘は彼の後半生の大半を反清活動のため牢獄で過ごした。この時、八極拳と同時に劈掛拳も呉鐘に伝えられたと思われるが、元々は一つの物で後に分かれたのかもしれない。呉鐘の死後、彼の長女は滄州羅瞳村の男と結婚したが、どういうわけか彼女は羅瞳村で劈掛拳のみを伝え、八極拳は孟村のみで伝えられた。
呉鐘の死後何代かの時間を経て、八極拳と劈掛拳は“槍神”と称され、孟村の金殿臣から八極拳、羅瞳村の黄四海から劈掛拳をそれぞれ学んだ李書文によって統合された。また、李書文は多くの有能な弟子を持ち、彼の大弟子（一番弟子）霍殿閣は清朝の最後の皇帝である溥儀の護衛を務めた。霍殿閣や大部分の李書文の弟子は漢族であった。
李書文の閉門弟子は劉雲樵(1909-1992)で、劉雲樵は彼が死ぬまでの十年間の間に教えを受けた。また、劉雲樵は入門時に既に長拳と迷踪拳 に長けていたという。
孫中山、蔣介石及び毛沢東の護衛は皆李書文の弟子であった。
八極拳は太極拳のような内家拳とも捉えられ、踏込み、体重移動や独自の出力法を特徴とし体当たりなどの技も多くあり接近戦を得意とする。
今日、八極拳は回族の間でほとんど練習されなくなったが、呉連枝（孟村の血脈）、馬賢達、馬令達、馬明達などの有名な武術家が健在である。

## 査拳
査拳は長拳系の拳法で、山東省冠県がその発祥地とされる。明朝時に新疆の査密爾という回族(ムスリム)が発明したと伝えられる。
査拳は主に山東や河南地方で練習され、優雅で幅がある動作、アクロバティックな技及び武器の使用が特徴である。山東地方の査拳は張、楊、李の三家に分けられる。十路弾腿、十路査拳などの形で構成されている。
回族の査拳の使い手は多く存在し、古い人物としては、大艦隊を率いアフリカ探検を指揮した鄭和がいる。近代では王子平(Wang Ziping)、馬金鏢(Ma Jinbiao)、張文広(Zhang Wenguang)などが知られている。査拳は今なお回族の中で広く練習され、同様に漢族にも広まっている。

## 七士拳
七士拳の七士とは元々イスラムの七聖人（ムハンマド、アブー・バクル、ウマル、ウスマーン、アリー、ハサン・イブン・アリー、フサイン・イブン・アリー）を指していたが、後に武術の七つの形を指すようになった。河南の回族の間で練習され始め、山西まで広まった。七士拳のスタイルはその名の通り、七つの基幹的な構えを元にしている。しかし、七士拳の使い手は減り続け、今日では稀なものになっている。

## 回回十八肘
回回十八肘は秘伝の武術で、その名の通り肘を中心とした非常に実戦的な武術である。1970年に研究者が居奎(Ju Kui)という名前の河北の回族の回回十八肘の使い手を見つけるまで失われたものと思われていた。居奎は6歳から山東の徳州のSun Dekuiもとで修業を初め、17年の時間を費やし19種類の武術を身に付けた。居奎が33歳のとき、彼はより強くなるためモスクの阿訇（アホン）の楊万禄(Yang Wanlu)に師事した。

## 心意六合拳
心意六合拳は形意拳の兄弟拳法で、河南の回族によって開発された武術で、もっとも戦闘指向的な中国武術の一つと考えられている。長い間、心意六合拳はその実戦における強さで知られていたが、その練習法はほとんど知られていなかった。心意六合拳は査拳及び七星拳（元は、少林拳の一つ）とともに、ムスリムを守るための拳法である教門拳を成していた。
心意六合拳の近接戦闘を主とし、練習法は比較的に単純なもので、十大形、四把、単把などで構成されている。
2世紀の間に渡り、心意六合拳の技法は秘密とされ一部の回族を除き伝承されることはなかったが、今世紀に入ってからやっと漢族に広まるようになった。今日でも、多くの心意六合拳の達人を河南を中心とした回族共同体で見つけることができる。漢族に広まっている心意六合拳は主に上海の盧嵩高(Lu Songgao)を通じて伝えられた。
中国では、心意六合拳は廬山と洛陽の二派に分かれていると考えられている。特に後者は回族以外にほとんど広まっていない。

## 弾腿
弾腿は、原型がインドのカラリパヤットの鳥（フラミンゴ）の型であり、新疆のトゥルファンから伝わり、査拳の基礎鍛錬として行われている。本来には28式の弾腿が存在し、それぞれが28個のアラビア文字（つまり、文字を書くように脚を動かした）に対応していた。しかし後に18式に濃縮され、それぞれの式がより複雑になった。
弾腿は他の中国武術に多くの影響を与え、基礎練習として改良、採用されていった。このため流派により動作と風格が異なり、主に練習されるものとして十路弾腿と十二路弾腿がある。また、山東地方では独自の形を持つ弾腿が存在しており、潭腿と呼ばれる。

## 通備拳
通備拳は回族の馬家に伝わる武術であり、主に劈掛拳、八極拳、翻子拳を中心に複数の流派が総合された武術である。今日では、馬家の兄弟、馬賢達、馬令達と馬明達などによって伝えられている。
通備拳と通背拳は、中国語での発音がTong beiでまったく同じであり、中国国内でも混同されやすいため注意が必要である。

## 通背拳または通臂拳
通背拳は回族が開発した武術ではないが、いくつかの亜系は主に回族によって練習されている。
特に馬暁合(Ma Xiaohe)によって伝えられた白猿通臂拳は北京の回族共同体を中心に広がっている。張貴曾（Zhang Guizeng）が白猿通臂拳の使い手として有名である。